# Sheyi Cole
Sheyi Cole (* 1999) ist ein britischer Schauspieler. Internationale Bekanntheit erlangte er durch sein Filmdebüt in Alex Wheatle (2020).

## Leben

### Abgebrochene Sportlerkarriere und Schauspielstudium
Sheyi Cole wuchs in Shirley auf, das zum London Borough of Croydon gehört. Im Alter zwischen 10 und 17 Jahren betrieb er professionell Leichtathletik. Er trat als Sprinter im 100- und 200-Meter-Lauf in Erscheinung und zählte die britische Rekordhalterin Dina Asher-Smith zu seinen Trainingspartnern. Als 15-Jähriger begann sich Cole vom Training, das er vier Mal die Woche betrieb, abzuwenden. Er empfand das Sportlerleben mit frühen Trainingseinheiten und ausgefeiltem Ernährungsplan als zu streng und sehnte sich eigenen Angaben zufolge nach mehr Freiheit.
2016 besuchte Cole die weiterführende BRIT School für darstellende Künste. Danach fand er Aufnahme an der Guildhall School of Music and Drama, wo er bis 2021 ein dreijähriges Schauspielstudium absolviert. An der renommierten Londoner Theaterhochschule übernahm er Hauptrollen in solch klassischen Stücken wie Medea (als Jason) oder Richard III. (Titelrolle), trat aber auch in zeitgenössischen Stoffen wie Der Kissenmann (als Katurian) oder Pinkelstadt (als Bobby Strong) in Erscheinung. Neben seinem Studium engagierte sich Cole auch in den Ensembles des National Youth Theatre, Arcola Youth Theatre, RADA Youth Theater und in der Almeida Young Company.

### Erfolg mit erster Filmrolle
Den Durchbruch als Schauspieler ebnete ihm 2020 sein Filmdebüt in Alex Wheatle. Im vierten Teil von Steve McQueens Filmreihe Small Axe übernahm Cole die Titelrolle des gleichnamigen britischen Schriftstellers mit jamaikanischen Wurzeln, der erst im Gefängnis seine Liebe zur Literatur entdeckt und sich eine gewisse Bildung aneignet. Der Schauspieler hatte sich in seinem ersten Jahr an der Guildhall School mit Hilfe seines Agenten um ein Vorsprechen bemüht und daraufhin gegen tausende Konkurrenten durchgesetzt. Der im Film unerfahrene Cole identifizierte sich als in London aufgewachsener Teenager mit Wheatles Lebensgeschichte und traf sich zur Vorbereitung mehrfach mit dem Schriftsteller. Später sollte er großes Lob von Regisseur McQueen erhalten. Auch die Filmkritik zeigte sich von Cole beeindruckt. So wählte ihn der britische Branchendienst Screen International 2020 zu seinen „Stars of Tomorrow“. The Independent bezeichnete Alex Wheatle als „ansprechendes Debüt“ von Cole, während The Hollywood Reporter ihn als „vielversprechenden Newcomer“ pries und die „rohe Verwundbarkeit“ seiner Darstellung heraushob.
Sheyi Cole ist ein großer Fan des US-amerikanischen Musiklabels Motown und zählt Rapper wie Travis Scott, DigDat, Dutchavelli, Digga D, Nines sowie Roy Ayers zu seinen Lieblingsmusikern. Er selbst bezeichnet sich als starker Sänger in der Stimmlage Tenor und zählt u. a. auch Jazz, Showtanz und Akrobatik zu seinen Fertigkeiten.

## Filmografie
- 2020: Alex Wheatle
- 2024: The Beautiful Game